# Delbeg Khan
 (mai 2017).
Si vous disposez d'ouvrages ou d'articles de référence ou si vous connaissez des sites web de qualité traitant du thème abordé ici, merci de compléter l'article en donnant les références utiles à sa vérifiabilité et en les liant à la section « Notes et références ».
Delbeg (en mongol bičig : ᠳᠡᠯᠪᠡ, cyrillique : Дэлбэг, 1395 – 1415) est un Khan et khagan des Mongols de 1412 – 1415, lors de la Mongolie post-impériale (1368 – 1691). Installé par les Oïrats en 1412 comme leur Khan-pantin des Mongols, il fut reconnu par la majorité des clans mongols des territoires centraux et orientaux.
Oyiradai lui succède à sa mort en 1415.